# Oberleichtersbach
Oberleichtersbach là một đô thị ở huyện Bad Kissingen bang Bayern nước Đức. Đô thị Oberleichtersbach có diện tích 27,6 km², dân số thời điểm ngày 31 tháng 12 năm 2006 là 2106 người.
Các thị trấn:
- Oberleichtersbach
- Unterleichtersbach
- Modlos
- Breitenbach
- Mitgenfeld

## Dân số
| Năm  | Dân số |
| 1970 | 1653   |
| 1987 | 1787   |
| 2000 | 2046   |
| 2005 | 2114   |